# Museum für kykladische Kunst

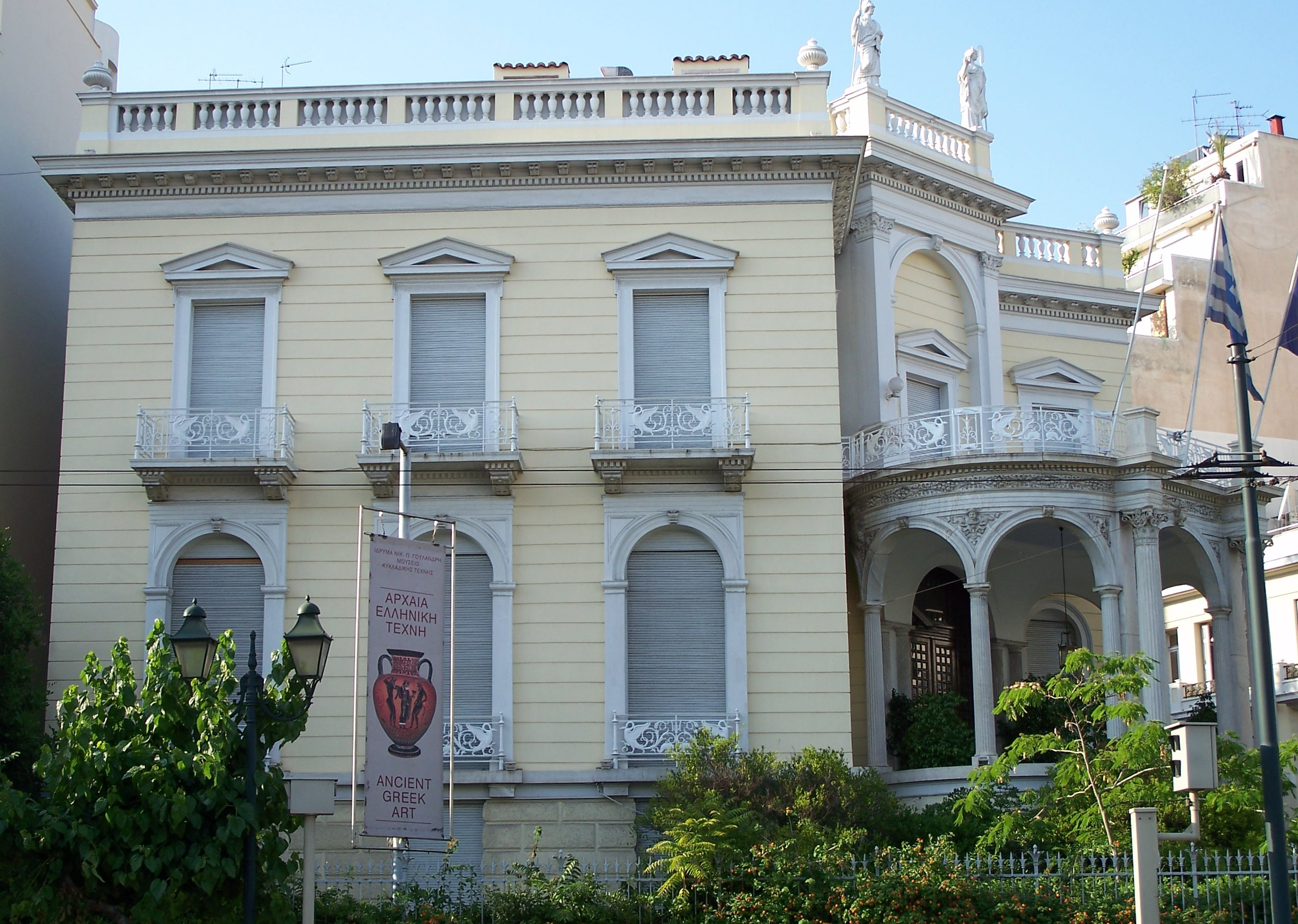
Megaro Stathatou

Das Museum für kykladische Kunst (griechisch Μουσείο Κυκλαδικής Τέχνης Mousio Kykladikis Technis) ist ein Museum in Athen. Der wichtigste Teil der Ausstellung widmet sich der Kunst der Kykladenkultur und der Vorgeschichte Zyperns. Träger ist die N. P. Goulandris Foundation.

## Geschichte

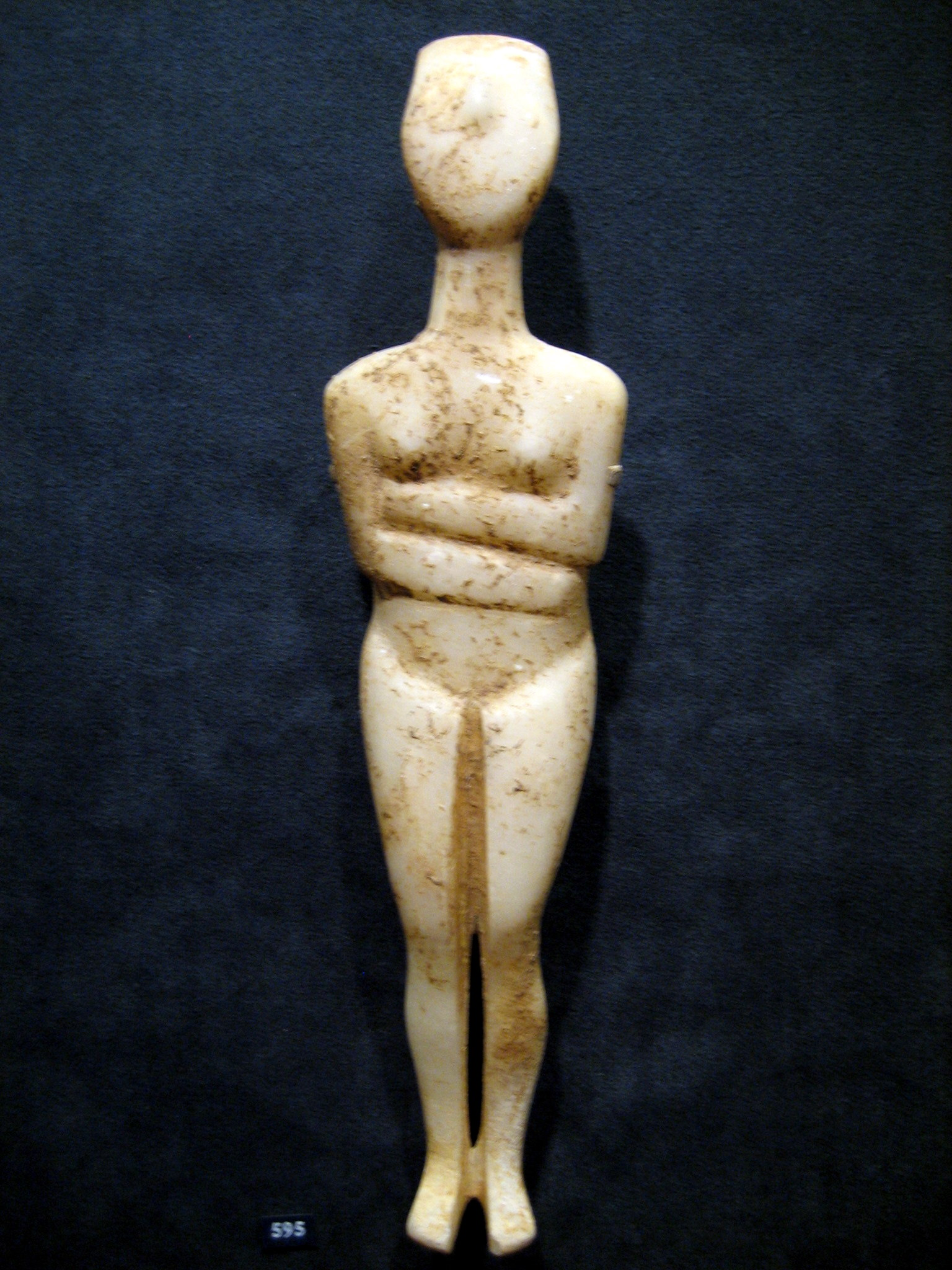
Kykladenidol im Museum für kykladische Kunst

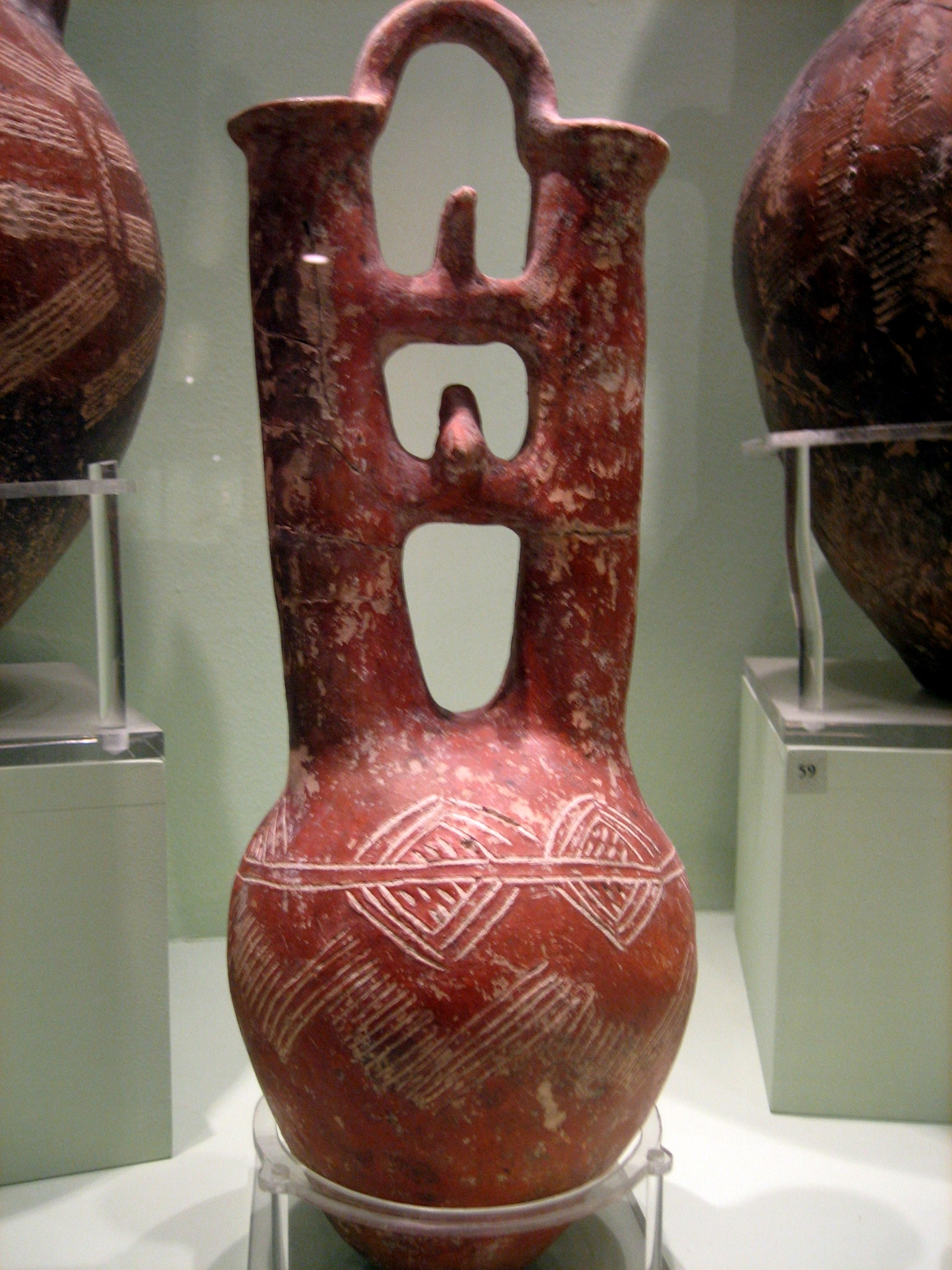
Zypriotisches Gefäß im Museum für kykladische Kunst

Megaro Stathatou, Grundriss von Ziller, um 1887

Die Kunstsammler Nicholas und Dolly Goulandris zeigten ihre Sammlung von Kykladenidolen erstmals 1978 in einer Ausstellung im Athener Benaki-Museum. Aufgrund des großen öffentlichen Interesses wanderte die Sammlung danach durch verschiedene Museen Europas, Amerikas und Asiens. Als Nicholas Goulandris 1983 starb, übertrug Dolly Goulandris die gesamte Sammlung der neugegründeten N. P. Goulandris Foundation. Seit 1986 ist sie im von Ernst Ziller entworfenen Megaro Stathatou im Athener Stadtteil Kolonaki untergebracht, an das zu diesem Zweck ein Neubau angeschlossen wurde.
Mit der Zeit wurden weitere Privatsammlungen antiker Kunst in das Museum für kykladische Kunst integriert. Die bedeutendste ist die Sammlung zypriotischer Kunst von Thanos N. Zintilis, die zu den umfangreichsten ihrer Art gehört.

## Sammlung und Ausstellungen
Die permanente Ausstellung des Museums umfasst vier Teile: die kykladische Sammlung, eine Sammlung antiker griechischer Kunst, die zypriotische Sammlung und eine Ausstellung über das Alltagsleben im antiken Griechenland.
Das Museum zeigt außerdem wechselnde archäologische Ausstellungen und Ausstellungen moderner Kunst.

## Veranstaltungen und Veröffentlichungen
Das Museum veranstaltet regelmäßig wissenschaftliche Seminare, Konferenzen und Vorträge. Außerdem bietet es ein umfangreiches Kinderprogramm an und gibt Lehrmaterialien zur antiken Kunst heraus.